# Dorothy Love Coates
Dorothy Love Coates (* 30. Januar 1928 in Birmingham (Alabama) als Dorothy McGriff; † 9. April 2002, ebendort) war eine amerikanische Gospelmusikerin (Gesang, Songwriting), die zeitweise die Original Gospel Harmonettes, aber auch eigene Gruppen leitete.

## Leben und Wirken
Love Coates wuchs in der Familie eines Baptistenpredigers als Scheidungskind auf. Im Alter von zehn Jahren begann sie in der Kirche Klavier zu spielen und schloss sich einige Jahre später ihren Schwestern und ihrem Bruder bei den McGriff Singers an.
In den frühen 1940er Jahren begann sie bei den Gospel Harmoneers, zu singen, die durch einen Auftritt bei der National Baptist Convention 1940 bekannt wurden und dann eine regelmäßige halbstündige Radiosendung auf WSGN-AM hatte. 1944 heiratete sie Willie Love von The Fairfield Four, einem der populärsten Quartette der frühen Gospeljahre; die Ehe hielt nicht lange. 1947 verließ sie die Gospel Harmoneers, um sich um ihre kranke Tochter zu kümmern.
Love Coates gehörte ab 1951 zu den Original Gospel Harmonettes, die bereits im Radio auftraten und bei Specialty Records unter Vertrag standen. Sie schrieb zudem Lieder wie „You Can’t Hurry God (He’s Right On Time)“, „99 and a Half Won’t Do“ und „That’s Enough“ und war dabei stark beeinflusst von W. Herbert Brewster. Nach dem Ausscheiden von Odessa Edwards 1953 übernahm sie bei den Auftritten der Gruppe die Rolle der Predigerin/Erzählerin und übte von der Bühne aus Kritik an Missständen in der Welt und auch in der Kirche. Die Gruppe nahm eine Reihe von Hits auf, bevor sie sich 1958 auflöste.
1959 heiratete sie Carl Coates von den Sensational Nightingales. Von 1959 bis 1961 engagierte sich Love Coates in der Bürgerrechtsbewegung und arbeitete mit Martin Luther King Jr. zusammen. Sie wurde mehrfach verhaftet. Im Unterschied zu vielen anderen Gospelkünstlern wandte sie sich gegen den Rassismus und andere Missstände, später auch gegen den Krieg in Vietnam.
Love Coates gründete 1961 mit ihrer Schwester Lillian McGriff die Original Gospel Harmonettes neu. Diese Gruppe bestand mehrere Jahre. Dann setzte sie ihre Tourneen mit den Dorothy Love Coates Singers fort. Seit den 1960er Jahren nahm sie sowohl einzeln als auch mit ihrer Gruppe bei Savoy Records, Nashboro Records, Vee-Jay Records und Prestige Records auf. Sie trat auch beim Newport Jazz Festival auf; nach 1981 entstanden keine Aufnahmen mehr. Am Ende ihrer Karriere spielte sie in den Filmen Ghost – Nachricht von Sam (1990), Der lange Weg (1990) und Menschenkind (1998) mit.
Love Coates starb am 9. April 2002 im Alter von 74 Jahren an Herzversagen. 2006 wurden die Gospel Harmonettes in die American Gospel Quartet Hall of Fame aufgenommen. Ihre Lieder wurden auch von Johnny Cash, den Blackwood Brothers oder Andraé Crouch interpretiert.